# Албоин (Сполето)
Вижте пояснителната страница за други личности с името Албоин.
Албоин (Alboin) е dux (херцог) на лангобардското Херцогство Сполето от 757 до 758 г.

## Биография
Той произлиза от благородниците на Сполето. След смъртта на крал Ратчис през 757 г. той е съюзен с херцог Лиутпранд от Беневенто. През 758 г. лангобардският крал Дезидерий завладява дукат Сполето и затваря dux Албоин. Лиутпранд от Беневенто бяга във византиниския Отранто. Дезидерий не дава първо херцогството на друг.